# Liste des maires de Châteauroux
La liste des maires de Châteauroux présente la liste des maires de la commune française de Châteauroux, située dans le département de l'Indre en région Centre-Val de Loire.

## L'hôtel de ville

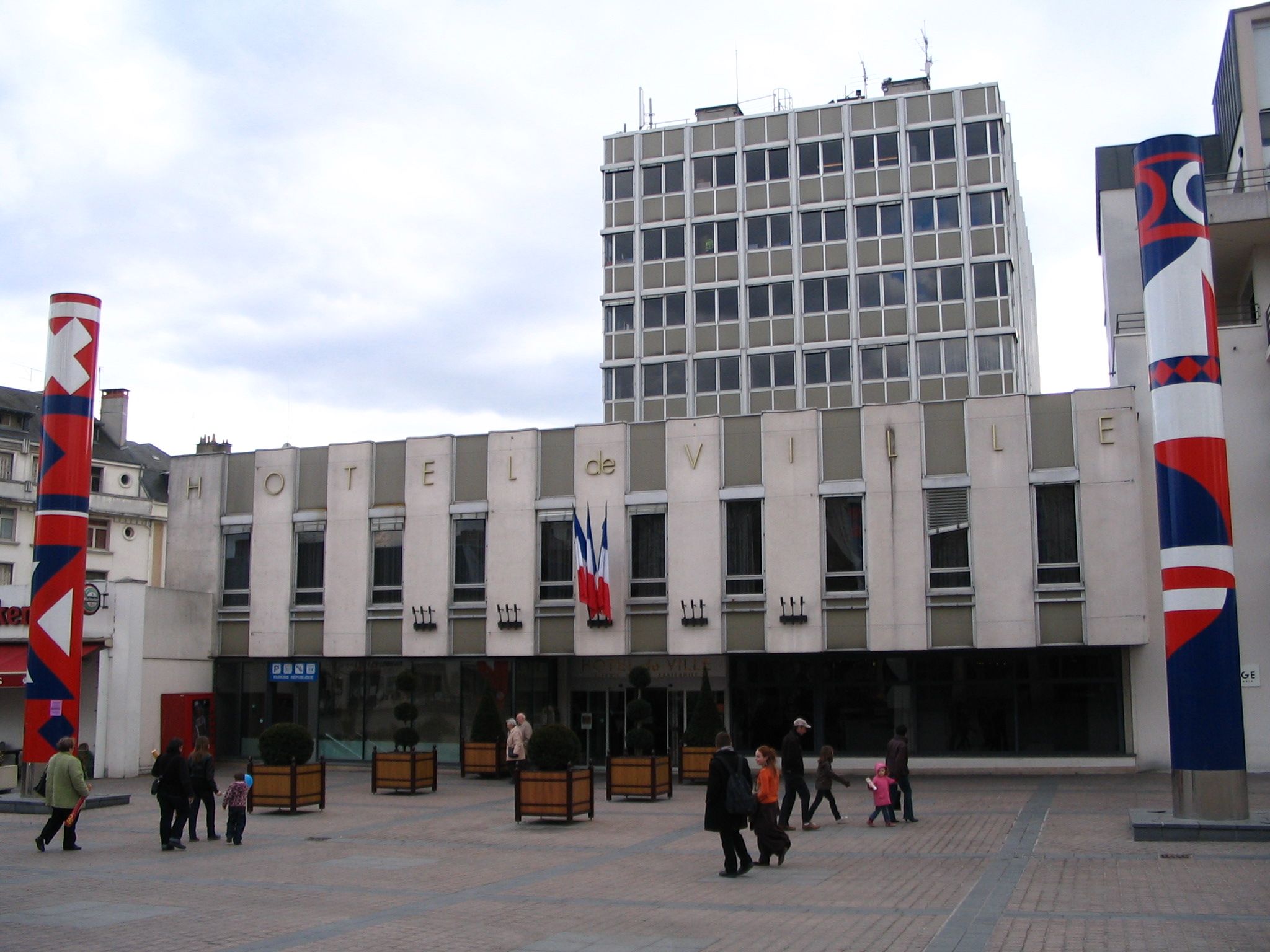
L'hôtel de ville de Châteauroux en 2009.
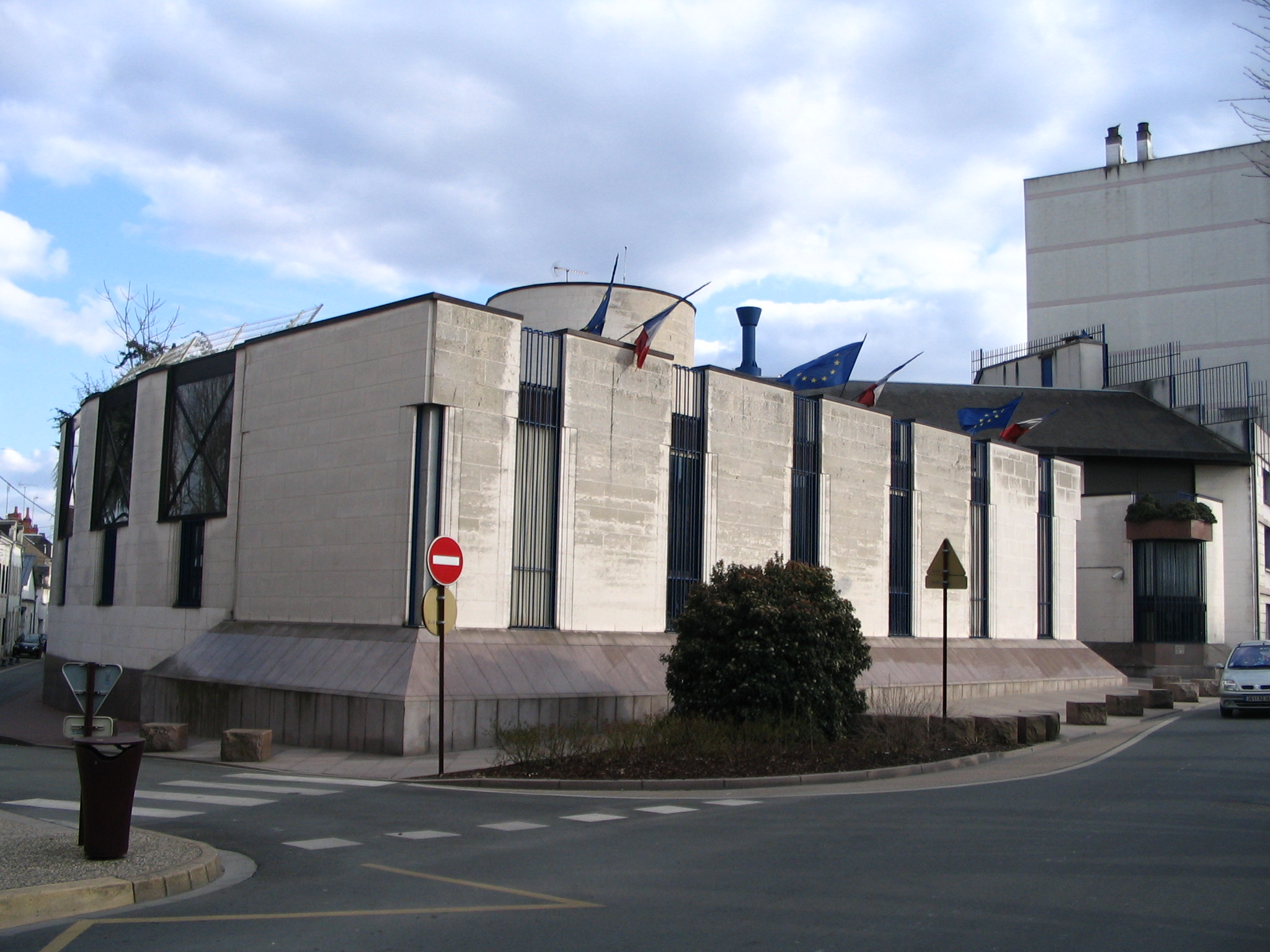

## Liste des maires

### Sous l'Ancien Régime
| Période                                  | Période | Identité                                      | Étiquette | Qualité                                                                               |
| ---------------------------------------- | ------- | --------------------------------------------- | --------- | ------------------------------------------------------------------------------------- |
| Les données manquantes sont à compléter. |         |                                               |           |                                                                                       |
| 1765                                     | 1768    | Léon Crublier de Chandaire (1726-1812)        |           | Président trésorier de France à Bourges Conseiller du Roi au bailliage de Châteauroux |
| 1769                                     | 1771    | Savary Destournet                             |           |                                                                                       |
| 1772                                     | 1775    | François Bonjouan de la Varenne               |           |                                                                                       |
| 1776                                     | 1790    | Louis-Joseph Bertrand de Greuille (1724-1802) |           | Procureur aux eaux et forêts de Châteauroux                                           |

### Entre 1790 et 1944
| Période         | Période         | Identité                                   | Étiquette           | Qualité |
| --------------- | --------------- | ------------------------------------------ | ------------------- | --- |
| 1790            | 1790            | M. Cartier                                 |                     | |
| 1791            | 1791            | Armand de Buchepot                         |                     | Lieutenant, mestre de camp général Conseiller général de l'Indre Maire de Fougerolles                                                                                                  |
| 1791            | 1791            | Étienne Rochoux                            |                     | Maître chirurgien |
| 1791            | 1791            | Zacharie Royon d’Arthon                    |                     | |
| 1792            | 1792            | Mathurin Crochet fils                      |                     | |
| 1793            | 1793            | Louis Blanchard Gallas                     |                     | |
| 1794            | 1794            | M. Crublier-Chandaire                      |                     | |
| 1794            | 1794            | Antoine-Joseph Lecapelain                  |                     | |
| 1794            | 1794            | Gisbert Desjobert                          |                     | |
| 1795            | 1795            | Antoine Claveau Martineau                  |                     | |
| 1796            | 1796            | François Duris-Dufresne                    | Républicain libéral | Officier d'infanterie puis de cavalerie Membre du Corps législatif (1804 → 1809) Député de La Châtre (1827 → 1834) Conseiller d'arrondissement de l'Indre (1799)                       |
| 1797            | 1797            | Robert et Duris Boulimbert                 |                     | |
| 1797            | 1797            | M. Champois                                |                     | |
| 1797            | 1797            | M. Caprais-Devaux                          |                     | |
| 1798            | 1798            | M. Claveau-Martineau                       |                     | |
| 1799            | 1799            | Henry Bertrand                             |                     | |
| 1800            | 1806            | Pierre Aucapitaine                         |                     | Ancien capitaine |
| 1806            | 1814            | Charles Grillon de Villeclair (1774-1844)  |                     | Magistrat |
| 1815            | 1815            | André Bertrand                             |                     | |
| 1815            | 1821            | Jacques Grillon-Brauderie (1757-1825)      |                     | Manufacturier Conseiller général de l'Indre |
| 1821            | 1830            | Louis Girard                               |                     | |
| 1830            | 1832            | François Godard                            |                     | |
| 1832            | 1834            | Amador Grillon des Chapelles (1796-1868)   |                     | Conseiller de préfecture, propriétaire et écrivain |
| 1834            | 1846            | Eugène Victor Adrien Grillon               | Droite              | Avocat Conseiller d'arrondissement (1833 → 1842) |
| 1846            | 1847            | Jean-Baptiste Testaud-Marchain (1783-1861) |                     | Médecin, ancien aide-major de la Garde nationale |
| octobre 1847    | février 1848    | Pierre-Théophile Trumeau (1788-1859)       |                     | Conseiller de préfecture, banquier |
| 1848            | 1848            | Eugène Victor Adrien Grillon               | Droite              | Avocat Député de l'Indre (1848 → 1851) Ancien conseiller d'arrondissement (1833 → 1842)                                                                                                |
| 1848            | 1848            | Paul-Joseph Rue                            |                     | Notaire |
| 1848            | 1848            | Henry Charlemagne                          |                     | |
| 1849            | 1860            | Paul-Henry Bertrand                        |                     | |
| 1860            | 1865            | Raoul Charlemagne                          | Centre droit        | Député de l'Indre (1859 → 1870 et 1877 → 1878) Conseiller général de Châteauroux (1866 → 1870)                                                                                         |
| 1865            | 1870            | Paul-Joseph Rue                            |                     | Notaire |
| 1870            | 1870            | Auguste Balsan                             | Conservateur        | Fabricant de draps, juge au tribunal de commerce Député de l'Indre (1871 → 1876) Conseiller général de l'Indre Président de la commission municipale                                   |
| 1871            | 1875            | M. Matheron                                |                     | |
| 1875            | 1875            | M. Suard                                   |                     | |
| 1876            | 1880            | Albéric Tollaire-Desgouttes (1843-1901)    |                     | Ancien sous-préfet de Quimperlé (1870) |
| 1880            | 1880            | M. Tissier                                 |                     | |
| 1881            | 1881            | Joseph Patureau-Baronnet (1847-1907)       |                     | Avocat au barreau de Châteauroux, bâtonnier |
| 1882            | mai 1900        | Louis Patureau-Francœur (1843-1908)        | Républicain Rad.    | Conseiller général de Châteauroux (1883 → 1889 et 1895 → 1901) |
| mai 1900        | mai 1908        | Joseph Bellier                             | Gauche radicale     | Négociant, ancien juge au tribunal de commerce Député de l'Indre (1902 → 1910) |
| mai 1908        | juillet 1909    | Joseph Patureau-Mirand                     | RG                  | Docteur en droit, avocat et bâtonnier Propriétaire exploitant agricole Député de l'Indre (1910 → 1914, 1919 → 1924 et 1928 → 1932) Député de la 1re circ. de Châteauroux (1910 → 1914) |
| juillet 1909    | juillet 1909    | Auguste Hidien (1842-1913)                 |                     | Fabricant de machines agricoles |
| juillet 1909    | octobre 1919    | Ernest Courtin                             |                     | |
| octobre 1919    | octobre 1919    | Alexandre Plat                             |                     | Maire intérimaire |
| 1919            | mai 1925        | Jules Amirault (1868-1942)                 | Rad.                | Avocat Ancien conseiller général de Châteauroux (1901 → 1902) |
| mai 1925        | mai 1935        | Joseph Bellier                             | Rad.                | Négociant, ancien juge au tribunal de commerce Ancien député de l'Indre (1902 → 1910) Conseiller d'arrondissement (1931 → 1940)                                                        |
| mai 1935        | 22 juillet 1942 | Louis Deschizeaux                          | USR                 | Avocat à la Cour d'appel de Paris puis publicitaire Député de l'Indre (1932 → 1942) Conseiller général d'Ardentes (1934 → 1940) Démissionnaire                                         |
| 22 juillet 1942 | août 1944       | Émile Daumain (1881-1965)                  |                     | Intendant militaire en retraite Conseiller départemental (1942 → 1944) Nommé maire par arrêté du 22 juillet 1942                                                                       |

### Depuis 1944
| Période         | Période         | Identité                    | Étiquette       | Qualité |
| --------------- | --------------- | --------------------------- | --------------- | --- |
| septembre 1944  | octobre 1944    | François Lamousse           | PCF             | Cheminot, résistant FTP Président du comité local de Libération Nommé maire provisoire |
| octobre 1944    | 17 mai 1945     | Pierre Chaumeil             | PCF             | Inspecteur des Assurances sociales |
| 17 mai 1945     | 30 octobre 1947 | Pierre Gaultier (1900-1961) | PCF             | Employé de commerce Conseiller général de Châteauroux (1945 → 1949) |
| 30 octobre 1947 | 20 mars 1959    | Édouard Ramonet             | Rad.            | Attaché d'administration, secrétaire d'État Député de l'Indre (1945 → 1958) |
| 20 mars 1959    | 9 juillet 1967  | Louis Deschizeaux           | DVG (SFIO app.) | Avocat à la Cour d'appel de Paris puis publicitaire Député de l'Indre (1re circ.) (1958 → 1967) Conseiller général de Levroux (1964 → 1970) Membre de l'Assemblée parlementaire du Conseil de l'Europe (1963 → 1967) Démissionnaire,                                        |
| 9 juillet 1967  | 11 octobre 1971 | Gaston Petit (1903-1971)    | SFIO puis PS    | Instituteur, ancien résistant Ancien premier adjoint Ancien maire de La Châtre (1944 → 1945) Démissionnaire pour raisons de santé |
| 11 octobre 1971 | 19 mars 1989    | Daniel Bernardet            | UDF-PSD         | Conseiller en gestion, dirigeant d'une ébénisterie Député de l'Indre (1986 → 1988) Sénateur de l'Indre (1989 → 2007) Président du conseil régional du Centre (1983 → 1985) Conseiller général de Châteauroux-Ouest (1985 → 1998) Président du conseil général (1985 → 1998) |
| 19 mars 1989    | 20 mars 2001    | Jean-Yves Gateaud           | PS              | Professeur agrégé de géographie Député de l'Indre (1re circ.) (1988 → 1993 et 1997 → 2002) Conseiller général de Châteauroux-Sud (1994 → 1997) |
| 20 mars 2001    | 5 avril 2014    | Jean-François Mayet         | DVD puis UMP    | Chef d'entreprise Président de la CCI de l'Indre (1997 → 2000) Sénateur de l'Indre (2008 → 2020) Conseiller général de Châteauroux-Centre (2001 → 2008) Président de la CA castelroussine (2001 → 2014)                                                                     |
| 5 avril 2014    | En cours        | Gil Avérous,                | UMP → LR        | Attaché territorial Ancien directeur de cabinet de Jean-François Mayet Ancien maire de Fontguenand (2008 → 2014) Président de Châteauroux Métropole (2014 → ) Président de Villes de France (2022 → ) Réélu pour le mandat 2020-2026                                        |

## Conseil municipal actuel
Les 43 sièges composant le conseil municipal ont été pourvus le 15 mars 2020 lors du premier tour de scrutin. Actuellement, il est réparti comme suit : 